# KF Shkëndija Tetovo
El Klubi i Futbollit Shkëndija o KF Shkëndija (en macedoni: ФК Шкендија) és un club de futbol macedoni de la ciutat de Tètovo.

## Història

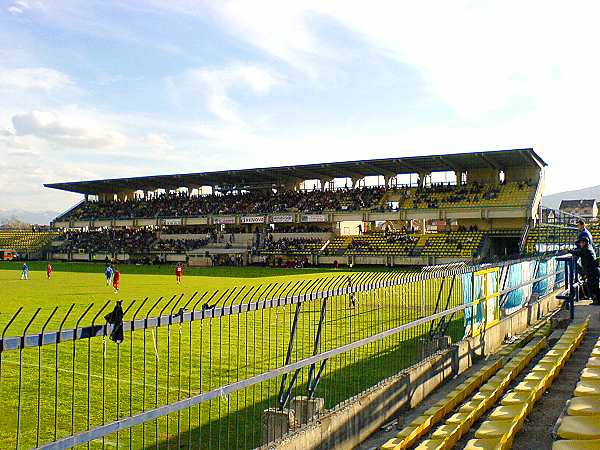
Ecolog Arena

El club va ser fundat el 27 d'agost de 1979 per albanesos de Tètovo. Durant l'època de Iugoslàvia el club arribà a segona divisió, però acabà essent prohibit per les autoritats comunistes acusat de promoure el nacionalisme albanès.
Després de la independència del país, l'equip tornà a ser creat. Començà a la quarta divisió i acabà ascendint a primera. La temporada 2010-11 guanyà la seva primera lliga macedònia, el seu primer títol major.
El seu principal rival és el FK Teteks de la seva mateixa ciutat.

## Palmarès
- Lliga macedònia de futbol: 
  - 2010-11

- Copa macedònia de futbol: 
  - 2015-16

- Supercopa macedònia de futbol:
  - 2011[7]

- Segona divisió macedònia de futbol: 
  - 1995-96, 1999-00, 2009-10